# Святой Патрик
Святой Па́трик (Патри́кий) (англ. Saint Patrick; лат. Sanctus Patricius, Sanctus Patricus; ирл. Naomh Pádraig) — христианский святой, покровитель Ирландии и Нигерии. Почитание распространено в католицизме, в отдельных протестантских церквях (например, в англиканской, пресвитерианской, лютеранской) и в Русской православной церкви. День памяти в Англиканской и Католической церквях — 17 марта, в Русской Православной церкви — 30 марта (17 марта по старому стилю).
Святому Патрику посвящено множество соборов и церквей по всему миру[уточнить], наиболее известный из которых — собор Святого Патрика в Дублине, построенный в 1191 году. Настоятелем собора в XVIII веке был писатель и философ Джонатан Свифт.
Единственным источником сравнительно надёжных биографических сведений о Патрике являются его собственные произведения — «Исповедь» (Confessio) и  «Послание к воинам короля Коротика» («Epistola ad Coroticum»). Как автор «Исповеди», написанной на латинском языке, святой Патрик считается родоначальником ирландской литературы.

## Биография

### Юность
Точные время и место рождения святого неизвестны. Упомянутое в «Исповеди» местечко Баннавем, или Баннавента Берния (Bannavem Taburniae), по свидетельству жития — Вентре, более нигде не фиксируется. По предположению британского историка Чарльза Томаса, речь идёт о месте под распространённым в римской Британии названием Bannaventa (таких поселений было несколько) с каким-то уточняющим определением. Томас выдвигает предположение о том, что название первоначально должно было звучать приблизительно как Bannaventa Berniae, — вероятно, это тот же топоним, который позднее дал название англосаксонскому королевству Берниция.
Патрик называет себя сыном дьякона (по другой версии — сыном декуриона (diaconus или decurio), римского офицера-чиновника Кальпурния, Calpurnius или Calpornios, Куальфарния) и внуком священника по имени Потит (Potitus; в «Гимне Фиакка» же упоминается, что Кальпурний был сыном Отида, сына Деохайна Одисса). Из косвенных упоминаний в текстах, наподобие упоминания собственной загородной усадьбы для проведения праздников, очевидно, что святой происходил из достаточно состоятельной семьи. Есть свидетельства о том, что у него было две сестры (одна из них — Дарерка Ирландская); кроме того, по ряду предположений, при рождении святого звали Магон (или Майвин Суккат, Maewyn Succat (или Sochet, Succetus, Сохет), где Майвин — имя при крещении, а Суккат — имя при рождении). Предположительное имя матери — Концесса (Concessa), вероятно, близкая родственница святого Мартина Турского. В хозяйстве его отца были рабы.
В своих произведениях Патрик неоднократно упоминает о своей неучёности (и его «Исповедь» написана, по многим свидетельствам, на довольно плохой латыни), в то же время встречаются и упоминания о полученном им хорошем образовании. В письме
Коротику святой Патрик начинает называть себя ирландцем (Hiberionaci sumus).

### Рабство и обращение к Богу
Когда Патрику было около шестнадцати лет, он из загородной усадьбы своей семьи был похищен и «со многими тысячами» увезён в Ирландию (вероятно, в Коннахт), где был поставлен пасти овец (предположительно, в графстве Антрим). Похитителями Патрика предположительно были разбойники-ирландцы под предводительством Ниалла Девяти Заложников, или же пикты и скотты (в 380—390-е гг., когда Максим, провозгласив себя римским императором и отправляясь в 383 году на Рим, увёл с собой большую часть римских войск). В «Исповеди», которая является в большой степени христианским апологетическим текстом, это событие осмысляется как наказание за забвение заповедей Господа и игнорирование предостережений священников. По словам Патрика, в детстве и юношестве он не знал истинного Бога, но за годы рабства обратился к нему, проводил дни и ночи в непрестанных молитвах (до сотни в день и немногим меньше ночью), и через шесть лет голос в ночном видении сказал ему: «Правильно делаешь, что постишься, ибо скоро вернешься ты в родную сторону», и потом — «Пойди и взгляни — твой корабль ждет тебя».

### Бегство, второе рабство и избавление от него
Многие из приключений Патрика пересекаются с ветхозаветными странствиями Моисея. После видения Патрик убегает и через двести миль пути обнаруживает корабль, спускаемый на воду. Капитан корабля отказывается взять святого с собой, так как Патрику нечем заплатить, но его в итоге приглашает на борт один из подчинённых капитана. Патрик принимает предложение при условии, что ему не придётся соблюдать обычаи мореходов. Корабль отплывает к Британии или к Галлии (современной территории Франции). Патрик со своими спутниками после трёх дней плавания двадцать восемь дней движется по пустынной местности; в пути по молитвам будущего миссионера Бог посылает путникам пропитание — стадо свиней. Кроме того, путешественники находят мёд диких пчёл, но Патрик, считая эту пищу языческой, отказывается от него. В ту же ночь на Патрика нападает сам сатана, но Бог помогает ему одолеть его
Далее в «Исповеди» кратко упоминается второе шестидесятидневное рабство. Вероятно, по дальнейшему упоминанию десятидневного поиска людей с некими спутниками, нападавшими были местные племена, а не матросы с корабля. В тексте «Исповеди» Патрик упоминает, что всего невзгод на его долю пришлось двенадцать.

### Возвращение в Британию
В конечном итоге Патрик возвращается домой, однако вскоре во сне ему является некий Викториций (вероятно, ангел; Виктор), несущий множество писем, одно из которых было адресовано ему и гласило: «Святой брат, приди к нам, и снова будь с нами» («Мы умоляем тебя, приди и обрати нас»). Согласно разным переводам «Исповеди», либо письмо было озаглавлено «Голоса́ Ирландии», и слова будто звучали в голове Патрика, либо же он услышал голоса, говорящие на ирландском языке (в связи с голосами упоминается также местность — Фоклюдский лес).

### Принятие сана
Здесь начинается период в жизни святого, слабо освещённый в «Исповеди». Видимо, Патрик становится служителем церкви, вероятно, в Галлии получает сан диакона после обучения у святого Германа и готовится к тому, чтобы стать новым епископом. Известно, что немалую часть времени после возвращения и до вторичного отправления в Ирландию уже в епископском сане в 432 году он провёл вне Британии. Согласно разным сведениям, Патрик не то несколько лет провёл в Галлии, обучаясь в тамошних монастырях (в том числе, в Леринском монастыре), не то уже тогда отправился снова в Ирландию, не то обучался и принял сан в монастыре святого Мартина Турского в галлийском Оксерре.
Критическим моментом в жизни Патрика стало совещание неких «старейшин» или «старших» (seniores) по поводу того, достоин ли он епископского сана. У него, очевидно, были противники, которые в конечном итоге одержали верх (во всяком случае, в том эпизоде, который описывает Патрик). Среди его обвинителей был его старый друг, которому Патрик рассказывал о своём «тридцатилетней давности» грехе до того, как стать диаконом, и который ранее простил его. Этот грех Патрик совершил, когда ему, вероятно, ещё не было пятнадцати лет, и он «ещё не был достаточно силён». Суд происходит в Британии, в отсутствие Патрика.
Патрик подчёркивает, что изменился с тех пор, после обращения к Господу и пройденных испытаний, что Бог избрал его проповедовать Евангелие язычникам на «краю земли». Той же ночью у него случается видение, в котором Бог обещал кару его обвинителям.
На этом месте в повествовании происходит разрыв. Патрик прибывает в Ирландию не то в сане епископа в 431-32 году, не то по указанию явившегося ему ангела. В письме Коротику Патрик упоминает, что он является епископом (episcopum me esse fateor); вероятно, он был поставлен в сан не папой, а британскими епископами, вероятно Аматорексом. Расходятся и данные о том, покидал ли он Ирландию вновь после своего возвращения.

### Миссионерская деятельность в Ирландии
В «Исповеди» Патрик упоминает о тысячах произведённых им крещений, исповедуется, что вручал подарки королям и судьям в землях, где он бывал особенно часто, но говорит, что сам отказывался от мзды и подарков. Он упоминает, что однажды со своими спутниками две недели сидел в тюрьме в кандалах. Первоначальная паства Патрика, судя по упоминаемым в «Исповеди» людям, состояла в основном из молодёжи, женщин и рабов, то есть из довольно маргинальных слоёв общества. Анналы четырёх мастеров упоминают, что он основал 600 церквей (по другим источникам — церквей было 300), а принявших от него крещение ирландцев — более 120 000. В 1991 году С. В. Шкунаев, ссылаясь на «Житие святого Патрика» авторства Мурьху, предположил, что христианизация Ирландии происходила при поддержке святого Патрика местными аристократами-землевладельцами по модели индийского «восстания кшатриев», что противоречит «маргинальной» теории христианизации. Сложно судить в целом о процессе ранней христианизации Ирландии, так как следующий после произведений Патрика литературный памятник ирландского церковного законодательства, «Первый Синод св. Патрика», был составлен лишь в середине VII века.
Святой Патрик подчёркивал важность миссионерства, которое к VI веку стало отличительной чертой ирландской церкви, и приветствовал распространение христианства через монашеские общины, а не через епископские епархии.
С миссионерской деятельностью связано «Письмо к Коротику», бриттскому вождю. Коротик собрал отряд скоттов и южных пиктов и совершил с ним набег на юг Ирландии, где убил и захватил в плен многих ирландцев, в том числе уже обращённых в христианство. Коротик называл себя христианином, и святой Патрик в своём письме просил его покаяться и образумиться.
Одна из легенд, связанных с миссионерством святого, рассказывает о двух королевских дочерях, Этне и Феделм, встретивших святого и его спутников у озера. Девушки расспросили святого Патрика о Боге, уверовали и были крещены, но им захотелось большего: они попросили о причастии, чтобы быстрее увидеть Бога, и после тут же умерли. Обе они были канонизированы как святые девы Коннахта, и их память почитается 11 января. В житии Мурьху существует и другая аналогичная легенда о королевской дочери Монесан; существовали и крещёные ирландские принцессы, для которых смерть не последовала сразу за крещением (Синния из Ольстера, Монинна).
Святой Патрик за время своей миссии не внедрил в Ирландии римскую тонзуру взамен кельтской.
Существует предположение, что церковь святого Патрика повлияла на христианизацию Руси через варягов.
Несмотря на то, что святой Патрик несомненно многое сделал для христианизации Ирландии, неверно называть его первым христианским миссионером этой страны. Первые христианские захоронения Ирландии относятся к концу IV века; археологические находки свидетельствуют, что христианизация Ирландии началась скорее с юга, а не с севера, где действовал Святой Патрик; первым епископом Ирландии, согласно «Хронике» Проспера Аквитанского, был галло-римлянин святой Палладий, поставленный в сан папой Целестином в 431 году. Согласно преданиям, его миссия была неудачной, он заболел и скончался, вернувшись в Британию. В Confessio о Палладии не сказано ни слова.
Учитывая несколько дат смерти, сохранившихся в ирландских анналах, и существование Палладия, в ирландской средневековой традиции и в научной литературе XX века родилась «концепция двух Патриков», молодого и старого (или даже трёх).

### Смерть
День поминовения святого — 17 марта; информация о годе смерти расходится в зависимости от источника. Место кончины и захоронения святого также достоверно неизвестны, однако считается, что он захоронен в соборе Святой Троицы в Даунпатрике (по другим традиционным преданиям — в Соуле или Арме). По легенде, для выбора места в повозку с телом святого были впряжены два неукрощённых быка, и захоронение должно было случиться там, где они остановятся.
По легенде же, перед смертью святой сорок дней и ночей провёл на вершине горы Кро, а в последний час, после того, как его исповедовал епископ Тассах, бросил с горы колокол, молясь о том, чтобы в Ирландии не иссякла вера (и колокол подхватили ангелы, которые ещё и охраняли могилу святого в первую ночь). Согласно преданиям, ангел обещал святому исполнение четырёх просьб: престол в Арме, возможность судить тех, кто в день кончины прочёл обращение к святому (и возможность судить всех ирландцев), а также милосердие потомкам Диху (одного из первых встретившихся Патрику во время миссии ирландцев).
По тем же преданиям, чтобы тело не было вырыто, было определено положить его на локоть в землю; несмотря на это, между двумя народами после смерти святого разгорелась война за его мощи, ничем не кончившаяся из-за божественного вмешательства.

### Хронология событий
Точное датирование событий из жизни святого является дискуссионным вопросом. Патрик упоминает о том, что народ франков придерживается язычества; их обращение в христианство началось с 496 года, так что данное упоминание не может сильно помочь. Другая привязка — римское знатное происхождение Патрика и упоминание, что его похитили в 16 лет, но достоверно ориентироваться в связи с этим и временем исчезновения римлян с северо-запада Британии тоже невозможно.
В целом и «Трёхчастное Житие», и жития Муирьху и Тирехана, и анналы, и прочие источники из Книги Армы связывают историю Патрика с людьми, умершими, согласно записям, к концу V или началу VI века.
Многие века в событиях из жизни святого традиционно ориентировались на две даты: 432 год, когда он (по свидетельствам летописей VI, VII и более поздних веков, упоминающих поездку Палладия в Ирландию в 431 году и поездку Патрика — в следующем году) вернулся в Ирландию в сане епископа, и дату смерти, 492/493 год. Учитывая получение сана, Патрику предположительно в 432 году было 30 лет, однако летописи сообщают о смерти святого на 60 лет позже в возрасте 120 лет, что плохо согласовывается с обычной продолжительностью жизни. Встречаются упоминания о смерти в 461 году, но они, предположительно, возникли из-за смешения образа святого Патрика с образом папы Льва I.
В 1905 году историк Дж. Б. Бьюри пересмотрел традиционную хронологию с учётом своей специализации на римской истории и признанием даты смерти в 461 году; в его модели святой родился в 389 году, был похищен в 405 году (год большого налёта на те земли Ниалла Девять Заложников), освобождение произошло в 411 году, святой вернулся в Ирландию в 432 году, основал первую церковь в Арме в 444 году и умер в возрасте 72 лет в 461 году. В настоящее время правление Ниалла обычно датируют позднее, считая, что он умер около 452 года. Модель Бьюри во многом основывалась на авторитете её создателя; её критика в итоге была основана на отсутствии объяснений двух разных дат смерти, указанных в летописях, и привела к созданию «Концепции двух Патриков». К. Хьюз в «Новой истории Ирландии», отмечая значительную литературу вопроса и его сложность, считает наиболее вероятной датировку деятельности Патрика 461—492 годами.

## Жития и легенды
Мурьху и Тирехан (Tírechán), авторы первых житий святого Патрика, созданных уже в VII веке, по-видимому, читали Confessio, но достаточно вольно разбавляли его историями откровенно сказочного содержания. Оба автора опирались на более раннее произведение, ныне утерянную «Книгу Ультана» (Book of Ultán). Мурьху пишет, что нашёл четыре имени Патрика, записанные в этой книге: Магон (Magonus, знаменитый), Суккет (Succetus, бог войны), Патрикий (Patricius, знатный человек — по ряду свидетельств, это прозвище было дано ему в насмешку в рабстве и трансформировалось позже в имя) и Котиртиак (Cothirtiacus, так как он обслуживал четыре дома друидов), а также свидетельства об имени матери Патрика.
Монастырь в Арме весьма активно пользовался именем своего легендарного основателя, чтобы стать главным религиозным центром Ирландии (что предполагало и большое политическое влияние). В преданиях упоминаются чудеса, происходившие вокруг жадного хозяина, не желавшего честно отдать святому Патрику часть местных земель, и легенда о смерти святого, согласно которой он, чувствуя смерть, спешил в любимый город, но был остановлен ангелом с целью, чтобы в Арме святой запомнился живым. Вероятно, связь святого и Армы является исключительно вымышленной; однако это весьма ранняя традиция, не имеющая строгой локализации.
Две наиболее популярные легенды, связанные с именем Патрика, говорят о том, что он принёс в Ирландию письменность и что он изгнал оттуда всех змей. Однако письменность на остров проникла ещё раньше через романизированную Британию, а змеи исчезли независимо от Патрика. Академик Н. И. Кареев приводил легенду о змееборстве св. Патрика в качестве примера чисто словесного происхождения мифов: «Напр., ещё апостольский подвиг св. Патрикия в искоренении ядовитого гнезда ересей и язычества в Ирландии был переведён в легенду о том, как этот святой истребил всех змей до одной на этом острове».
Житие (Vita sancti Patricii) Мурьху мокку Махтени (moccu Machtheni) датируется концом VII века. Оно было написано по просьбе епископа Аэда (к которому в «Житии…» есть обращение), умершего в 700 году. И Мурьху, и Аэд участвовали в соборе 697 года в Бирре, вследствие чего, по мнению Л. Билера, «Житие…» и было написано после достижения соглашения, по которому во всей Ирландии принимались римский счёт Пасхи и форма тонзуры, а святой Патрик признавался апостолом всей Ирландии. Произведение было написано в том числе с целью утверждения первенства монастырского центра в Арме, с чем связан ряд содержащихся в нём легенд.
Житие святого Патрика авторства Мурьху сохранилось в трёх рукописях: в Книге из Армы, написанной до 845 года (в этом году умер её писец Фердомнах), в рукописи из Брюссельской королевской библиотеки XI века, и в рукописи из Венской национальной библиотеки конца VIII века. Книга из Армы и представляет наибольший интерес для исследователей, так как в ней содержатся также произведения самого Патрика, его «Деяния» (Collectanea) в изложении епископа Тиренаха, примерно тех же, что и у Мурьху, лет написания, и оправдывающий первенство Армы среди ирландских монастырей текст Liber Angeli.
Текст «Жития…» скорее содержит представления церковных кругов VII века о древней Ирландии, нежели является достоверным описанием.
Согласно Мурьху, после первого пленения Патрик попал на семь лет в услужение к выкупившему его друиду по имени Милух мокку Бойн; далее в тексте проясняется, что Патрик служил в хозяйствах четырёх друидов, откуда происходит одно из его имён — Котиртиак (искаж. «четыре дома», что является искажением: в V веке имя Patricius могло быть произнесено ирландцем как Cotrigios, что далее уже могло быть переосмыслено). Далее святой Патрик прибыл в Темру, ко двору верховного короля Ирландии Лойгуре, сыну Ниалла. При дворе короля служило множество друидов; двое из них заранее предсказывали, что из-за моря придёт новый обычай, который «изничтожит богов их со всеми их искусными деяниями». При этом Мурьху, упоминая, что древний язык малопонятен, приводит всё же стихотворный текст пророчества (учитывая отсылку на алтарь на западе — древний, вероятно, восходящий к V веку):
Придёт бритоголовый

Из-за моря безумного,

Его плащ с дырой для головы,

Его посох загнут наверху,

Его стол на западе его дома;

Все его люди ответят:

«Аминь, аминь»
Негативно относящийся к друидскому наследию агиограф ссылается на него не однажды, в том числе упоминая «Старину мест».
Самое крупное и известное столкновение Патрика с друидами происходит на Пасху, когда король и его двор собираются праздновать некий языческий праздник (судя по близости дат — вероятно, белтайн). Патрик зажигает пасхальные свечи раньше, чем загораются священные костры белтайна, вызывая этим гнев короля и друидов; во время последовавшего разговора с друидом Лохру Патрик желает, чтобы тот немедленно умер, и друид подлетает, падает и разбивает себе голову о камень; напавшее после этого события на святого войско покрывает мгла и охватывает паника, в результате чего почти все нападавшие гибнут. После этого Лойгуре, по одним преданиям, приказывает запрячь для Патрика колесницу с девятью конями, как то полагается богам, но святой отказывается, по другим — король лишь преклоняет колени перед святым.
На следующий день Патрик является ко двору, и единственный вставший поприветствовать его, филид Дувтах мокку Лугир, уверует в Бога.
В результате дальнейших состязаний с друидами (в котором сам Патрик и далее проявляет магические способности, в список которых входит выделение яда из кубка, удаление с целой долины насланного друидами снега и управление огнём и водой) Лойгуре и многие другие ирландцы Тары принимают крещение.
В другой сохранившейся поэме повествуется о том, как святой Патрик разрушил золотой идол бога Кромма, которому приносились человеческие жертвоприношения; по свидетельству «Трёхчастного жития святого Патрика», святой не разрушал идол, а лишь подошёл к нему, при этом божество покинуло своё изваяние, которое упало наземь в знак покорности.
Одна из легенд, связанных со святым, гласит, что Патрик на примере трилистника объяснял ирландцам смысл Единства Божества в Святой Троице. Позднее возникновение данной легенды и отсутствие свидетельств самого Патрика заставляют ряд исследователей предполагать, что легенда недостоверна; вероятно даже, что монахи, записывавшие легенду, приписали Патрику то, что было типично скорее для друидов — почитание священного числа три, которое символизировал трилистник.
Согласно другой легенде, святой защитил себя и восемь своих спутников от мести Лойгуре, пропев «Олений гимн» (существует текст этого гимна, приписываемый Патрику), после которого мстители увидели проходящих мимо оленей, а не людей.
Существуют предания, гласящие и о развязке конфликта святого с Коротиком, не внявшим письму; Патрик обратился с молитвой к Богу, после чего Кортикусу было видение, в котором голоса предлагали отказаться ему от трона, и в итоге этот воитель превратился в лисицу и бежал.
По преданию, святой Патрик совершал множество чудес, возвращая слепым зрение, глухим — слух, исцеляя прокажённых; воскрешал умерших. Однако, не во всех этих легендах Патрик представлен как положительный персонаж; например, в легенде об Оссиане, вернувшемся из Тир на Ног, коснувшегося ногой земли и сразу резко постаревшему, говорится, что святой, хоть и подобрал фения и приставил людей ухаживать за ним, но возвращал ему молитвой зрение и слух лишь для выполнения отдельных заданий, после которых решал, что такую мощь лучше забрать обратно.

## Другие святые и сподвижники Патрика
Согласно текстам Мурьху и Тирехана, святой Патрик мог учиться в Леринском аббатстве, а значит — быть учеником Гонората Арелатского
Святой Гуасахт был сыном Маэлху, иначе Милиука, хозяина, на которого работал в Ирландии святой Патрик в качестве раба. В «Житии…» рассказывается, что Святой Патрик вернулся к нему после странствий, желая спасти его душу, но Маэлху поджёг свой дом, запер двери и погиб в пламени, лишь бы вновь не встретиться с бывшим рабом. Гуасахт, согласно «Трёхчастному житию» святого Патрика (IX век), был в хороших отношениях со святым: он назван «совоспитанником» (др.‑ирл. comalta) Патрика. Гуасахт был обращён святым Патриком к Господу, помогал ему в евангелизации Ирландии, как и Святой Мэл, а также Секундий (Сегитий), и позднее стал епископом Гранарда.
Отшельница Трея, дочь Кайртенна, короля Дал Арайде, обратилась в христианство молитвами святого Патрика. Согласно легенде, изложенной в «Трёхчастном житии святого Патрика», Треа была благословлена Патриком ещё во чреве своей матери Моган (кроме того, Патрик предсказал рождение святого Сенана). Среди других обращённых в христианство Патриком святых — святой Кириан, игумен Мак Нисси, Ниссен и Асик из Элфина, святой епископ Ид Лейнстерский, кроме того, Патрик постриг в монахини будущую святую Аттаракту, учеником Патрика считается Махай Бьютский.
Святой Одран был отождествлён с возничим святого Патрика. Он был убит вместо Патрика, так как они поменялись местами в колеснице, когда Одран узнал, что их ожидает засада. Наиболее древнее упоминание об этом эпизоде содержится в так называемом «Трёхчастном житии» святого Патрика (IX в.). Некий король по имени Фольге хотел отомстить Патрику за разрушение идола; тогда Одран сказал:
«Я уже долго был твоим колесничим, батюшка Патрик; теперь ты пусти меня на главное сиденье. Теперь ты будешь колесничим». Патрик так и сделал. Тогда пришёл Фольге и пронзил своим копьём Одрана в образе Патрика. «Моё проклятье…», сказал Патрик. «На священное дерево Бри-Дам», сказал Одран. «Пусть так и будет», сказал Патрик. Фольге тут же умер и попал в ад.
Святой Фиака, сын сестры первого из обращённых Патриком на холме Тара, написал в честь Патрика гимн.

## Церковное почитание
Святой Патрик уже был включён в первый список святых, составленный Римской католической церковью, и не проходил процесс канонизации в Риме.
Почитание святого наиболее распространено в Католической церкви. В Православной церкви было распространено местное почитание в отдельных общинах, а 9 марта 2017 года решением Священного Синода Русской православной церкви его имя было внесено в месяцеслов вместе с рядом древних христианских святых Запада как «святителя Патрикия, просветителя Ирландии» и установлением памяти 17/30 марта.
Святому Патрику посвящено множество соборов и церквей по всему миру, наиболее известный из которых — собор Святого Патрика в Дублине, построенный в 1191 году. Настоятелем собора в XVIII веке был Джонатан Свифт. Обсуждается возможность возведения православного храма святого Патрика в Москве.
Особо почитают Патрика как второго по значимости после Девы Марии покровителя в Нигерии — Отцы святого Патрика (англ. The St. Patrick Fathers), ирландские миссионеры, активно участвовали в евангелизации этой страны с начала XX века: согласно отчётам, с июня 1914 года по июнь 1930 года они крестили там 4858 человек.
С точки зрения протестантской церкви Ольстера (изложенной в XVII веке Джеймсом Ашшером), святой Патрик теологически был протестантом, действовавшим независимо от Рима; почитание святого проводится верующими и этой конфессии, особенно активно — в Церкви Ирландии.
Два наиболее древних иконографических памятника, связанных со святым Патриком, — сцены из легенд о святом на каменном кельтском кресте короля Фланна в Клонмакнойзе и на кресте святого Патрика в Кашеле, где Патрик крестил короля Мюнстера. Кроме того, существуют высокие кресты (англ. high cross) у Чистилища святого Патрика, и до XVIII века существовал крест в Ливерпуле, отмечающий место, где Патрик якобы проповедовал перед началом своей миссии в Ирландии. Герб Баллины (принятый в 1970 году) включает в себя изображение «креста святого Патрика», высеченного на скале кладбища якобы в день визита в эти края самого святого в 441 году.
Существуют православные иконы, изображающие святого, в том числе иконы, написанные в восточной традиции, хранятся в католических соборах.
Святой с XIV века изображается в епископских одеяниях (включающих в себя порой пастушеский посох), до XVII века — безбородым, позднее — с бородой. Зачастую изображается с трилистником в руке, может быть изображён попирающим ногой змею. Кроме того, одна из его рук может быть поднята для благословения.
Кроме Патрика Ирландского, существуют и иные святые с этим именем: 24 мая почитается святой Патрик, бывший епископом во Франции, а 16 марта — святой Патрик, бывший епископом в Испании.

## Образ святого в культуре

### День святого Патрика
День святого Патрика отмечается 17 марта в Ирландии, Северной Ирландии и в канадской провинции Ньюфаундленд и Лабрадор как государственный праздник (в Канаде этот праздник лоббирует фирма Guinness); во многих других странах отмечается в пабах нецентрализованно. В ходе празднования с 1762 года (парад Нью-Йорка) (или с 1737 года, парад Бостона) устраиваются парады (в том числе в Москве с 1992 года, как официальные, так и неофициальные). 
В праздничный день принято носить зелёную одежду (в Чикаго даже реку красят в зелёный цвет, хотя изначально, до XVII века (в том числе до того, как во время восстания 1798 года ирландские солдаты не надели для привлечения внимания зелёную униформу), цветом, ассоциируемым с Патриком, был синий). В этот день устраиваются музыкальные и пивные вечеринки, хотя ранее во всей Ирландии в этот день закрывались все пабы.
Раньше в день праздника было принято носить на одежде кресты, сделанные из бумаги или ткани.

### Колокол святого Патрика
Один из наиболее ранних европейских христианских колоколов, клёпаный из двух изогнутых листов железа, называется Колоколом святого Патрика, относится к V веку и хранится ныне в Национальном музее Ирландии в Дублине. Он называется также «Завещанным колоколом», так как, согласно упоминанию в Книге Куану, его создание было завещано святым одному из учеников. Высота колокола составляет 16,5 сантиметров, вместе с ручкой — 19,68 сантиметров, ширина по ободу — 12,5 сантиметров, в плече — 12,8 см, и весит 1,7 килограмм.

### Чистилище святого Патрика
На острове посреди Лох-Дерг существует пещера «Чистилище святого Патрика», по легенде представляющая собой вход в другой мир. Эта легенда, первые упоминания которой появляются в X—XI веке, была переложена на латынь Марией Французской в XII веке, и Педро Кальдерон писал свою пьесу, основываясь на её произведении. Не так давно вход в пещеру был закрыт, а рядом построена часовня, так что теперь паломники посещают эти места, чтобы провести здесь всенощную, а не для испытания мук чистилища, как в Средние века.

### Крест святого Патрика
Флаг Святого Патрика представляет собой х-образный красный крест на белом фоне (на геральдическом языке — червлёный крест на серебряном поле). В целом связь данного флага с древней Ирландией и святым Патриком является сомнительной. Флаг использовался в ордене Святого Патрика, основанном в 1783 году королём Георгом III (в честь Конституции 1782 года), а после Акта об унии Великобритании и Ирландии представлял Ирландию на флаге Великобритании, вследствие чего его не признают многие ирландские националисты как британское изобретение.
Происхождение креста ясно не до конца; согласно одной из версий, он был просто взят с герба Фицджералдов, согласно другой — символика основана на кресте Ордена Подвязки, повёрнутом на 45 градусов.
Однако, есть ряд источников об использовании косого креста до 1783 года: например, на ирландских монетах, отчеканенных около 1480 года, есть изображения двух щитов с такими крестами (впрочем, в это время Джералд Фицджералд был управляющим в Ирландии, и изображение может быть связано с его гербом); на гербе Тринити-колледжа, известном с 1612 года, есть два флага, на одном из которых есть крест святого Георгия, а на втором — косой красный крест, и прочие.
Так как святой Патрик не был мучеником, некоторые авторы утверждают, что у него нет права на собственный крест. Однако, существуют данные и о других «крестах и флагах святого Патрика»: статья 1935 года утверждает, что настоящий флаг святого Патрика — квадратный, и представляет собой белый крест на зелёном фоне с красным кругом. В брошюре 1679 года описывается флаг с красным крестом на жёлтом поле, который в 1688 году упоминается как «крест святого Патрика». В 1914 году отделение Ирландских добровольцев в Голуэе приняло аналогичный флаг, так как он «использовался как ирландский флаг во времена Кромвеля».
Существует легенда 1690-х годов о том, как шотландец и ирландец спорили, символизирует ли мельница крест Святого Андрея или крест святого Патрика.

### Прочее
- Общее прозвище ирландцев, «Пэдди» (Paddy)[83], происходит от сокращения имени святого Патрика[83].
- В Ирландии есть гора Кро-Патрик, название которой произошло от ирл. Cruach Phádraig, что значит «скирда / гора Патрика»[Л 62]. Существует традиция паломничества сюда в последнее воскресенье июля[1] (в том числе его совершают православные[84]).
- Святому Патрику приписывается авторство христианского гимна Молитва святого Патрика, хотя, по-видимому, этот текст был сочинён позднее, примерно в VIII веке[85].
- Испанскому драматургу Педро Кальдерону и английскому поэту Роберту Саути принадлежат соответственно драма и баллада, озаглавленные «Чистилище святого Патрика»[Л 63]. Они основаны на различных преданиях и легендах, связанных с именем святого. Шекспир упоминает святого Патрика в «Гамлете» («Нет, преступленье налицо, Гораций, // Клянусь Патриком!» (I, 5) (пер. Б. Пастернака))[Л 64].
- Известный ирландский мультипликатор, двукратный номинант на Оскар, Томм Мур является создателем двух комиксов «An Sclábhaí»[86] (2001 год) и «An Teachtaire»[87] (2003 год), основанных на легендах о Святом Патрике. Сюжеты обоих комиксов принадлежат Colmán Ó Raghallaigh.